# Scaphoidophyes ramsayi
Scaphoidophyes ramsayi är en insektsart som beskrevs av Barnett 1980. Scaphoidophyes ramsayi ingår i släktet Scaphoidophyes och familjen dvärgstritar. Inga underarter finns listade i Catalogue of Life.